# Kabardo-čerkeština

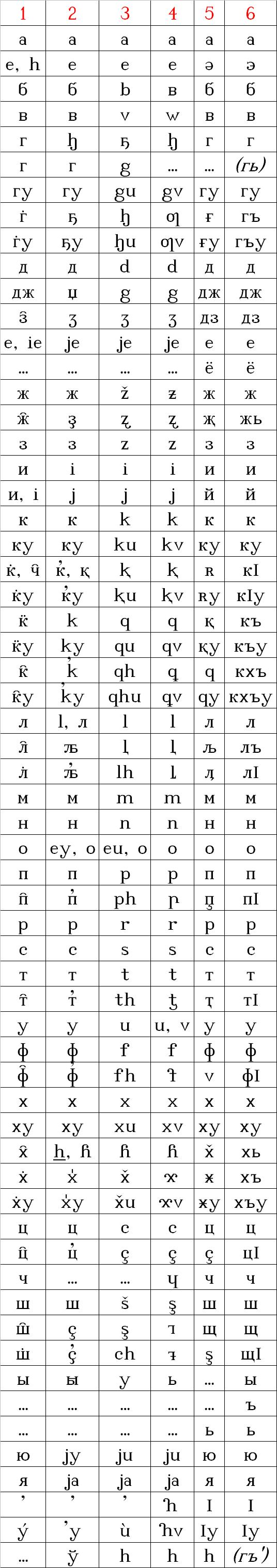
Přepis jednotlivých kabardo-čerkeských abeced; 1 – azbuka Š. Nogmy (30. léta 19. století), 2 – azbuka (přelom 19. a 20. století), 3 – latinská abeceda (1924), 4 – latinská abeceda (1930), 5 – projekt nové azbuky (1970), 6 – současná azbuka (1938)

Kabardo-čerkeština nebo kabardino-čerkeština (vlastní název Къэбэрдей-шэрджэсыбзэ nebo адыгэбзэ) je severozápadokavkazský jazyk Kabarďanů a Čerkesů. V Kabardsko-balkarské a Karačajsko-čerkeské republice Ruské federace má status úředního jazyka, dále je užíván v ruském Krasnodarském kraji a Adygejsku, v Turecku a na Blízkém východě. Počet mluvčích se odhaduje na 1,5 milionu, z toho 515 672 v Ruské federaci (sčítání lidu 2010). Kabardo-čerkeština se dělí na dva dialekty: kabardštinu a čerkeštinu.

## Sporné postavení
Kabardo-čerkeština je některými lingvisty považována spolu s adygejštinou za jeden adygský jazyk. Sami Adygejci, Čerkesové a Kabarďané označují své jazyky společným termínem adygebze (адыгэбзэ).

## Zápis
První zápisy kabardo-čerkeštiny pocházejí z 18. století a jsou pořízeny arabským písmem. Po připojení Kabardska a Balkarska k Ruskému impériu byla ve 30. letech 18. století vytvořena první abeceda na základě cyrilice. Zásadní reforma přišla po vzniku Sovětského svazu, kdy se roku 1924 zavedla abeceda na základě latinky. O dva roky později vznikla mírně odlišná kabardo-čerkeská latinská abeceda v Sýrii. Roku 1936 byla na nátlak sovětského vedení, stejně jako u ostatní neslovanských jazyků SSSR, zavedena abeceda na základě upravené cyrilice. Při zápisu tímto systémem se užívalo neúměrné množství apostrofů, proto v roce 1938 proběhla další reforma, při které byla zavedena současná azbuka. Ta je kritizována pro užívání značného množství di, tri a tetragrafů (především písmeno кхъу). Návrh nové azbuky z roku 1970, který tento problém řešil, nebyl uveden do praxe.

### Současná azbuka
| А а     | Э э       | Б б   | В в   | Г г   | Гу гу   | Гъ гъ | Гъу гъу |
| Д д     | Дж дж     | Дз дз | Е е   | Ё ё   | Ж ж     | Жь жь | З з     |
| И и     | Й й       | К к   | Ку ку | КI кI | КІу кІу | Къ къ | Къу къу |
| Кхъ кхъ | Кхъу кхъу | Л л   | Лъ лъ | ЛI лI | М м     | Н н   | О о     |
| П п     | ПI пI     | Р р   | С с   | Т т   | ТI тI   | У у   | Ф ф     |
| ФI фI   | Х х       | Ху ху | Хь хь | Хъ хъ | Хъу хъу | Ц ц   | ЦI цI   |
| Ч ч     | Ш ш       | Щ щ   | ЩI щI | Ы ы   | ъ       | ь     | Ю ю     |
| Я я     | I         | Iy    |       |       |         |       |         |

## Rozšíření

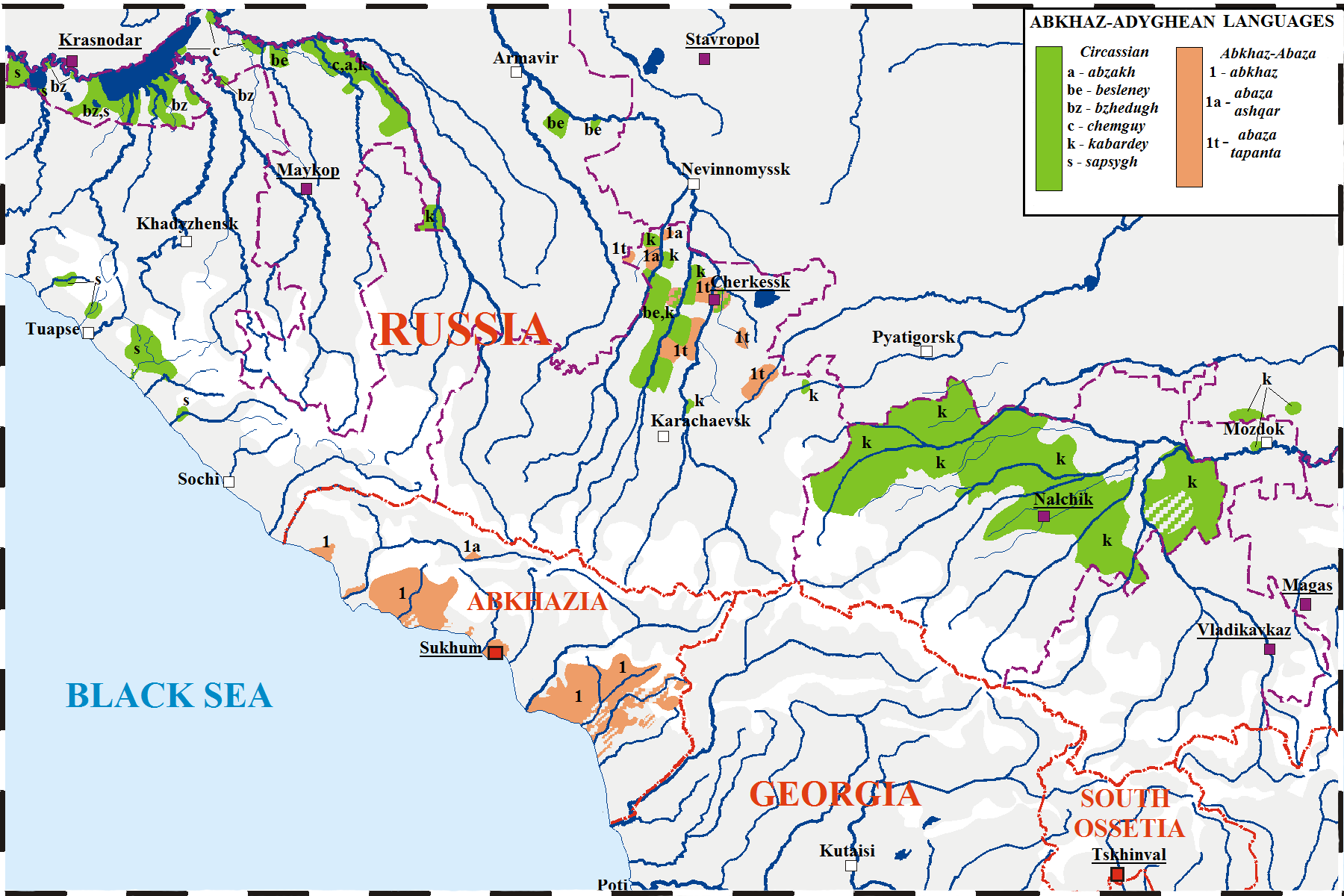
rozšíření kabardo-čerkeštiny na Kavkaze (označeno k)
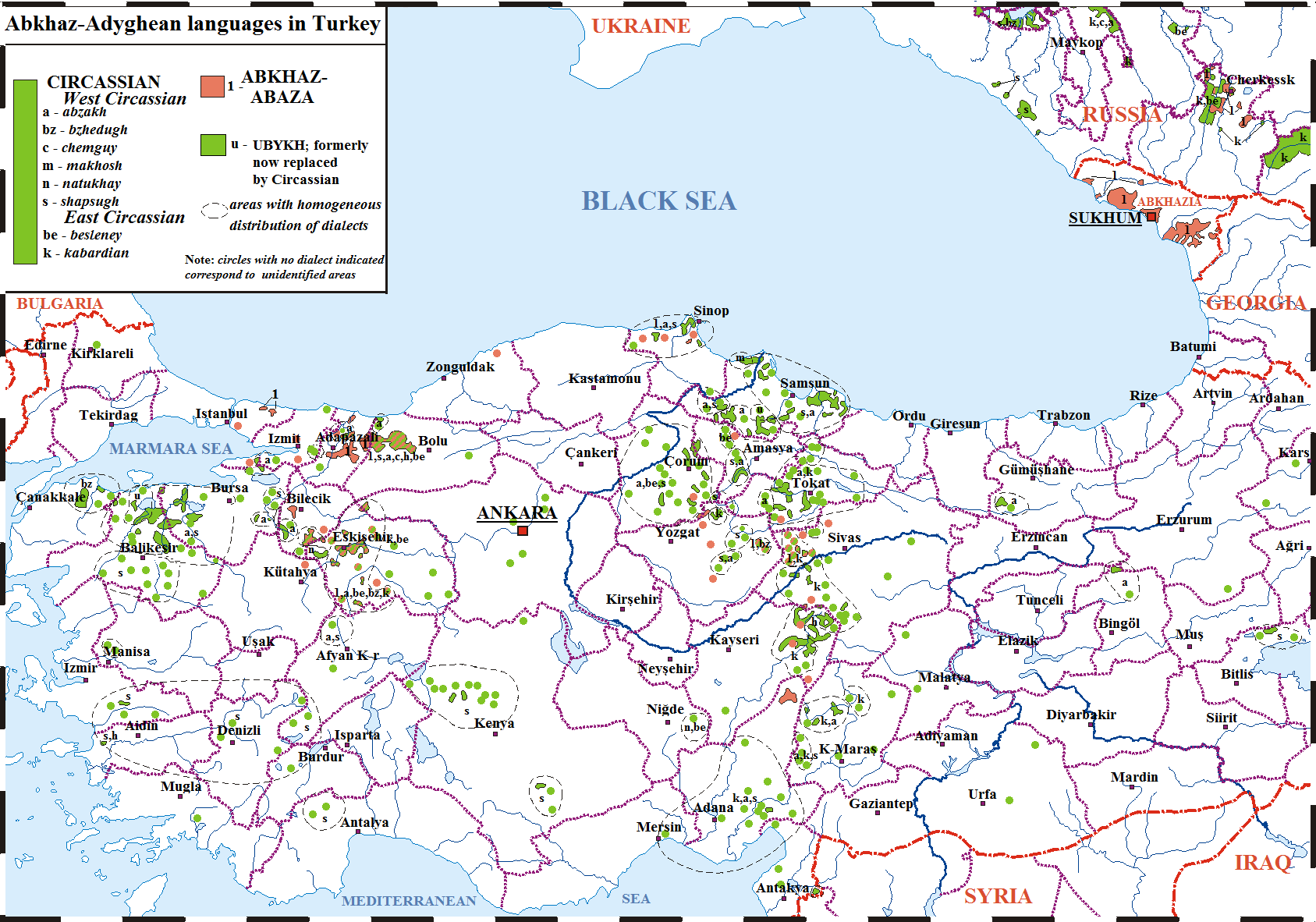
rozšíření kabardo-čerkeštiny v Turecku (označeno k)

## Příklady

### Číslovky
| Kabardo-čerkesky | Česky |
| зы               | jeden |
| тIy              | dva   |
| щы               | tři   |
| плIы             | čtyři |
| тxy              | pět   |
| xы               | šest  |
| блы              | sedm  |
| и                | osm   |
| бгъy             | devět |
| пщIы             | deset |

## Vzorový text

### Všeobecná deklarace lidských práv
| kabardo-čerkesky | ЦIыху псори щхьэхуиту, я щIыхьымрэ я хуэфащэхэмрэкIэ зэхуэдэу къалъхур. Акъылрэ зэхэщIыкI гъуазэрэ яIэщи, зыр зым зэкъуэш зэхащІэ яку дэлъу зэхущытын хуейхэщ. |
| česky            | Všichni lidé se rodí svobodní a sobě rovní co do důstojnosti a práv. Jsou nadáni rozumem a svědomím a mají spolu jednat v duchu bratrství.                     |